# 維阿當

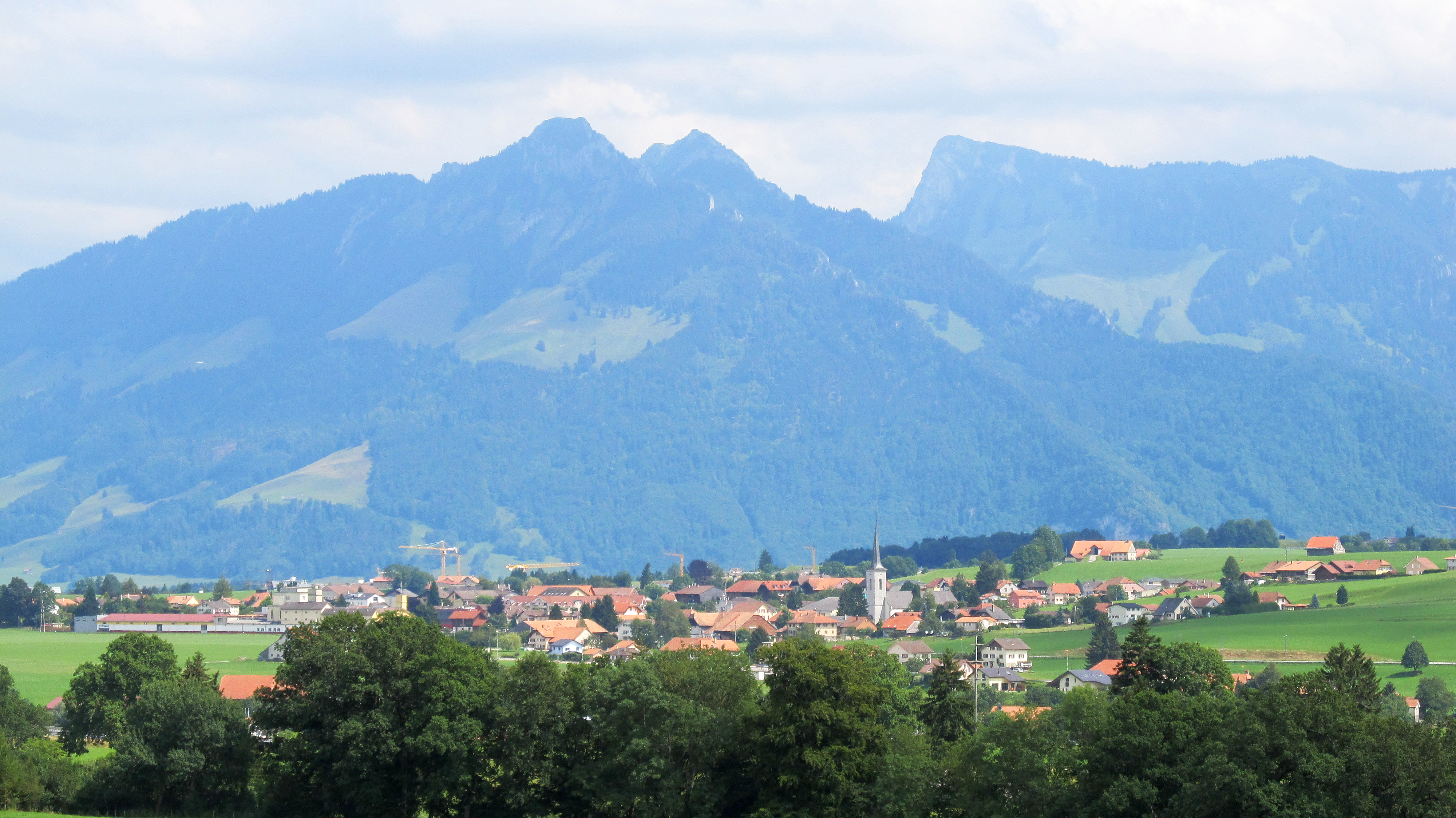

維阿當是瑞士的城鎮，位於該國西部，由弗里堡州負責管轄，面積10.44平方公里，海拔高度803米，2011年人口2,045，八成半人口信奉羅馬天主教，人口密度每平方公里196人。